# Ljunglocke
Tagglocke (Lophopilio palpinalis) är en spindeldjursart. Tagglocke ingår i släktet Lophopilio, och familjen långbenslockar. Arten är reproducerande i Sverige.